# Matts Magni Granström
Matts Magni Granström, född Magni Mattisson 26 augusti 1878 i Östra Torsås socken, död 16 april 1933 i Alseda socken, var en svensk författare, hembygdsforskare, folkmålsupptecknare, kantor och lärare. Jämte Lisa Bjärbo är Matts Magni Granström Östra Torsås mest framgångsrika författare. Han utgavs på stora bokförlag och recenserades i rikspressen, men har inte blivit ihågkommen efter sin död.

## Biografi
Matts Magni Granström föddes i Gertrudstorp i Östra Torsås som son till hemmansägare Peter Mattisson och Anna Larsdotter. Vid dopet och vid utflyttningen från Östra Torsås 1903 var han skriven med Magni som enda förnamn. Som många andra bondsöner med läshuvud som lästes in på läroverk eller seminarium tog han ett släktnamn, och lade som författare till förnamnet ”Matts”. Han avlade folkskollärarexamen i Växjö 1902 och organist‐ och kantorsexamen i Kalmar samma år. Åren 1903–1910 var han organist och folkskollärare i Ormesberga församling. Från 1911 till sin död 1933 var har organist och folkskollärare i Alseda församling.
I både Ormesberga och Alseda skapade Matts Magni Granström statsunderstödda folkbibliotek; i Alseda skedde detta på det gamla sockenbibliotekets grund. I Alseda bildade han en kyrko‐ och hembygdskör och en föreläsningsförening. Under Alsedatiden arbetade han för att bevara folkmål och hembygdskultur, och utgav lyrik och prosa.  Han dog vid 54 års ålder efter en längre tids sjukdom.

## Folkmålsforskning och hembygdsarbete
Granström publicerade en text på Södra Sandsjömålet i Svenska landsmål och svenskt folkliv 1915. Denna uppteckning har bevarat viktig information, som att Södra Sandsjömålet hade den grammatiska kategorin numerus i verbböjningen men inte hade den grammatiska kategorin person i verböjning. På standardsvenska publicerades postumt folklivsuppteckningen ”Soldaten Snyggs levnadshistoria” i Svenska landsmål och svenskt folkliv.
Granström grundade Alseda hembygdsförening 1914 och var dess förste ordförande. Han grundade ett hembygdsmuseum i den medeltida byggnad som kallats Alseda kloster eller tiondeboden. Han anlitades som föreläsare på Smålands nations i Uppsala hembygdskurser i Huskvarna 1917.

## Skönlitterärt författarskap
Granström utgav en novellsamling och två diktsamlingar. De två huvudtemata i hans diktning är förbindelsen mellan själ och natur, och mellan jaget och hembygdens historia.
Av hans obemärkta liv i en Smålandssocken kunde man förledas att antaga, att han vore en isolerad, omodern författare. Så dömde inte den samtida kritiken. Den inflytelserike litteraturkritikern Fredrik Böök menade att Magni Granström vore en ”modern” diktare. Hans diktsamlingar utgavs på det ledande bokförlaget Bonniers, och han delade 1913 Bonniers författarstipendium med författare som Anders Österling och Hjalmar Bergman. Hans böcker recenserades i rikspress och ledande tidskrifter. Han blev dock inte yrkesskribent, utan avslutade sitt författarskap efter några väl mottagna böcker.